# SK Guria Lanchkhuti
El SK Guria Lanchkhuti és un club de futbol de Geòrgia, de la ciutat de Lanchkhuti.
Va ser fundat el 1924. Evolució del nom:
- 1924: K.I.M.I.
- 1952: Futbol'nyj Klub Kolmeurne Lančchuti
- 1960: Futbol'nyj Klub Gurija Lančchuti
- 1990: Sapekhburto K'lubi Guria Lanchkhuti
- 2000: Sapekhburto K'lubi Guria-Lokomotivi 2
- 2001: Sapekhburto K'lubi Guria Lanchkhuti

## Palmarès
- Copa georgiana de futbol:
  - 1990